# HD 195019 b
HD 195019 b ist ein potentieller Exoplanet, der HD 195019 umrundet. 

## Entdeckung
Das Objekt wurde 1998 von Geoffrey Marcy et al. mit der Radialgeschwindigkeitsmessungsmethode entdeckt.

## Umlauf und Masse
Die Bahn von HD 195019 b weist eine Umlaufperiode von (18,2016 ± 0,0004) Tagen und eine geringe Exzentrizität von etwa 0,01 auf. Seine Mindestmasse beträgt (3,7 ± 0,3) Jupitermassen. Es könnte sich um einen „Hot Jupiter“ mit einer geschätzten mittleren Oberflächentemperatur von 755 Kelvin handeln.